# Jesús Lavalle
Manuel Jesús Lavalle Melgar (Surquillo, Perú, 13 de septiembre de 1952) es un exfutbolista peruano que jugó en la posición de mediocampista.

## Trayectoria
Se inició en las divisiones inferiores del club Defensor Arica en 1968, cuando se fue a probar con un grupo de amigos, en ese tiempo cursaba el 3º año de Secundaria en la GUE Ricardo Palma de Surquillo. Marcos Calderón ya tenía referencias acerca de él y solicitó que enviaran una carta al colegio para que pudiera entrenar y debutó en el profesionalismo en 1969, siguió su carrera en Alianza Lima el año 1973, comandado por el técnico de ese entonces Tano Bartoli, luego por Unión Tumán, Cienciano, y Deportivo Municipal.
Cabe destacar que a fines de 1970 se da su primera convocatoria a una selección nacional. Fue en ocasión del torneo Juventud de América que se disputó en Paraguay en 1971, compartiendo equipo con jugadores como Juan Carlos Oblitas, Pedro Ruiz, César Peralta, entre otros.
En 1977 con en Deportivo Municipal fue parte del equipo que se logra salvar del descenso a la Primera División al obtener la victoria ante Cienciano en una Liguilla de Promoción, consiguiendo además de ser uno de los destacados en la liguilla. Tras no lograr su renovación con el club edil en 1978 decide aceptar propuestas del extranjero, primeramente del Deportivo Cali de Colombia y después a Valencia Fútbol Club de Venezuela.
En 1982 aterriza en la capital de Santiago, ya que manejaba una propuesta para firmar por la Universidad de Chile, no llegó a arreglar por un problema con el cupo de extranjeros y terminó aceptando la propuesta de Huachipato, club donde terminaría su carrera.
Su apodo “Monguito” nació en su etapa con Alianza Lima, ya que paraba tarareando la música de la Fania Old Star y había un percusionista que tenía el mismo apelativo. Luego de su retiro se quedó a radicar en el país mapocho, a estudiar la carrera de dirección técnica. Lo que reafirmó en el Perú en la Escuela de Entrenadores de la FPF, de la cual egresó. Fue director de la escuela de Fútbol de Universidad Católica durante el 2000 a 2004.

## Clubes
| Club                | País      | Año       |
| ------------------- | --------- | --------- |
| Defensor Arica      | Perú      | 1968-1972 |
| Alianza Lima        | Perú      | 1973-1974 |
| Unión Tumán         | Perú      | 1975      |
| Cienciano           | Perú      | 1976      |
| Deportivo Municipal | Perú      | 1977-1978 |
| Deportivo Quito     | Ecuador   | 1979      |
| Deportivo Cali      | Colombia  | 1980      |
| Valencia FC         | Venezuela | 1981-1982 |
| Huachipato          | Chile     | 1982-1983 |